# Voetbalelftal van Congo-Brazzaville (vrouwen)
Het Vrouwenvoetbalelftal van Congo-Brazzaville is een team van vrouwelijke voetballers dat de Republiek Congo vertegenwoordigt bij internationale wedstrijden en competities, zoals (kwalificatie)wedstrijden voor het WK en de Afrika Cup. 

## Prestaties op eindronden

### Wereldkampioenschap
| Jaar   | Resultaat                         | Wed                               | W                                 | G                                 | V                                 | DV                                | DT                                |
| ------ | --------------------------------- | --------------------------------- | --------------------------------- | --------------------------------- | --------------------------------- | --------------------------------- | --------------------------------- |
| 1991   | Niet deelgenomen aan kwalificatie | Niet deelgenomen aan kwalificatie | Niet deelgenomen aan kwalificatie | Niet deelgenomen aan kwalificatie | Niet deelgenomen aan kwalificatie | Niet deelgenomen aan kwalificatie | Niet deelgenomen aan kwalificatie |
| 1995   | Niet deelgenomen aan kwalificatie | Niet deelgenomen aan kwalificatie | Niet deelgenomen aan kwalificatie | Niet deelgenomen aan kwalificatie | Niet deelgenomen aan kwalificatie | Niet deelgenomen aan kwalificatie | Niet deelgenomen aan kwalificatie |
| 1999   | Niet deelgenomen aan kwalificatie | Niet deelgenomen aan kwalificatie | Niet deelgenomen aan kwalificatie | Niet deelgenomen aan kwalificatie | Niet deelgenomen aan kwalificatie | Niet deelgenomen aan kwalificatie | Niet deelgenomen aan kwalificatie |
| 2003   | Niet gekwalificeerd               | Niet gekwalificeerd               | Niet gekwalificeerd               | Niet gekwalificeerd               | Niet gekwalificeerd               | Niet gekwalificeerd               | Niet gekwalificeerd               |
| 2007   | Niet gekwalificeerd               | Niet gekwalificeerd               | Niet gekwalificeerd               | Niet gekwalificeerd               | Niet gekwalificeerd               | Niet gekwalificeerd               | Niet gekwalificeerd               |
| 2011   | Niet gekwalificeerd               | Niet gekwalificeerd               | Niet gekwalificeerd               | Niet gekwalificeerd               | Niet gekwalificeerd               | Niet gekwalificeerd               | Niet gekwalificeerd               |
| 2015   | Niet gekwalificeerd               | Niet gekwalificeerd               | Niet gekwalificeerd               | Niet gekwalificeerd               | Niet gekwalificeerd               | Niet gekwalificeerd               | Niet gekwalificeerd               |
| Totaal | 0/7                               | 0                                 | 0                                 | 0                                 | 0                                 | 0                                 | 0                                 |

### Afrikaans kampioenschap
| Jaar   | Resultaat                           | Wed                                 | W                                   | G                                   | V                                   | DV                                  | DT                                  |
| ------ | ----------------------------------- | ----------------------------------- | ----------------------------------- | ----------------------------------- | ----------------------------------- | ----------------------------------- | ----------------------------------- |
| 1991   | Niet deelgenomen aan kwalificatie   | Niet deelgenomen aan kwalificatie   | Niet deelgenomen aan kwalificatie   | Niet deelgenomen aan kwalificatie   | Niet deelgenomen aan kwalificatie   | Niet deelgenomen aan kwalificatie   | Niet deelgenomen aan kwalificatie   |
| 1995   | Niet deelgenomen aan kwalificatie   | Niet deelgenomen aan kwalificatie   | Niet deelgenomen aan kwalificatie   | Niet deelgenomen aan kwalificatie   | Niet deelgenomen aan kwalificatie   | Niet deelgenomen aan kwalificatie   | Niet deelgenomen aan kwalificatie   |
| 1998   | Niet deelgenomen aan kwalificatie   | Niet deelgenomen aan kwalificatie   | Niet deelgenomen aan kwalificatie   | Niet deelgenomen aan kwalificatie   | Niet deelgenomen aan kwalificatie   | Niet deelgenomen aan kwalificatie   | Niet deelgenomen aan kwalificatie   |
| 2000   | Niet deelgenomen aan kwalificatie   | Niet deelgenomen aan kwalificatie   | Niet deelgenomen aan kwalificatie   | Niet deelgenomen aan kwalificatie   | Niet deelgenomen aan kwalificatie   | Niet deelgenomen aan kwalificatie   | Niet deelgenomen aan kwalificatie   |
| 2002   | Niet gekwalificeerd                 | Niet gekwalificeerd                 | Niet gekwalificeerd                 | Niet gekwalificeerd                 | Niet gekwalificeerd                 | Niet gekwalificeerd                 | Niet gekwalificeerd                 |
| 2004   | Niet gekwalificeerd                 | Niet gekwalificeerd                 | Niet gekwalificeerd                 | Niet gekwalificeerd                 | Niet gekwalificeerd                 | Niet gekwalificeerd                 | Niet gekwalificeerd                 |
| 2006   | Teruggetrokken tijdens kwalificatie | Teruggetrokken tijdens kwalificatie | Teruggetrokken tijdens kwalificatie | Teruggetrokken tijdens kwalificatie | Teruggetrokken tijdens kwalificatie | Teruggetrokken tijdens kwalificatie | Teruggetrokken tijdens kwalificatie |
| 2008   | Eerste ronde                        | 3                                   | 1                                   | 0                                   | 2                                   | 3                                   | 6                                   |
| 2010   | Niet deelgenomen aan kwalificatie   | Niet deelgenomen aan kwalificatie   | Niet deelgenomen aan kwalificatie   | Niet deelgenomen aan kwalificatie   | Niet deelgenomen aan kwalificatie   | Niet deelgenomen aan kwalificatie   | Niet deelgenomen aan kwalificatie   |
| 2012   | Niet deelgenomen aan kwalificatie   | Niet deelgenomen aan kwalificatie   | Niet deelgenomen aan kwalificatie   | Niet deelgenomen aan kwalificatie   | Niet deelgenomen aan kwalificatie   | Niet deelgenomen aan kwalificatie   | Niet deelgenomen aan kwalificatie   |
| 2014   | Niet deelgenomen aan kwalificatie   | Niet deelgenomen aan kwalificatie   | Niet deelgenomen aan kwalificatie   | Niet deelgenomen aan kwalificatie   | Niet deelgenomen aan kwalificatie   | Niet deelgenomen aan kwalificatie   | Niet deelgenomen aan kwalificatie   |
| 2016   | Niet deelgenomen aan kwalificatie   | Niet deelgenomen aan kwalificatie   | Niet deelgenomen aan kwalificatie   | Niet deelgenomen aan kwalificatie   | Niet deelgenomen aan kwalificatie   | Niet deelgenomen aan kwalificatie   | Niet deelgenomen aan kwalificatie   |
| Totaal | 1/12                                | 3                                   | 1                                   | 0                                   | 2                                   | 3                                   | 6                                   |

FCF · 
Vrouwenelftal van Congo-Brazzaville
1960–1969 ·
1970–1979 ·
1980–1989 ·
1990–1999 ·
2000–2009 ·
2010–2019 ·
2020−2029
1960 ·
1961 ·
1962 ·
1963 ·
1964 · 
1965 ·
1966 · 
1967 ·
1968 · 
1969 ·
1970 · 
1971 ·
1972 · 
1973 ·
1974 · 
1975 · 
1976 ·
1977 · 
1978 ·
1979 ·
1979 · 
1980 ·
1980 · 
1981 ·
1982 ·
1983 ·
1984 · 
1985 ·
1986 · 
1987 ·
1988 · 
1989 ·
1990 · 
1991 ·
1992 · 
1993 ·
1994 · 
1995 ·
1996 · 
1997 ·
1998 · 
1999 ·
2000 · 
2001 ·
2002 · 
2003 ·
2004 · 
2005 · 
2006 ·
2007 · 
2008 ·
2009 · 
2010 · 
2011 ·
2012 · 
2013 · 
2014 ·
2015 ·
2016 ·
2017 ·
2018 ·
2019 ·
2020 ·
2021 ·
2022 ·
2023
Algerije ·
Angola ·
Benin ·
Burkina Faso ·
Burundi ·
Canada ·
Centraal-Afrikaanse Republiek ·
Congo-Kinshasa ·
Egypte ·
Equatoriaal-Guinea ·
Ethiopië ·
Gabon ·
Gambia ·
Ghana ·
Guinee ·
Guinee-Bissau ·
Ivoorkust ·
Kaapverdië ·
Kameroen ·
Kenia ·
Liberia ·
Libië ·
Madagaskar ·
Malawi ·
Mali ·
Marokko ·
Mauritanië ·
Mauritius ·
Mozambique ·
Namibië ·
Niger ·
Nigeria ·
Noord-Korea ·
Oeganda ·
Rwanda ·
Sao Tomé en Principe ·
Saoedi-Arabië ·
Senegal ·
Sierra Leone ·
Soedan ·
Swaziland ·
Tanzania ·
Thailand ·
Togo ·
Tsjaad ·
Tunesië ·
Zambia ·
Zimbabwe ·
Zuid-Afrika ·
Zuid-Soedan